# Muzea w województwie kujawsko-pomorskim
 Muzea województwa kujawsko-pomorskiego – spis muzeów, mających siedzibę na terenie województwa kujawsko-pomorskiego, podzielony według tematyki ekspozycji.
Wymienione placówki są prowadzone przez jednostki samorządu terytorialnego (województwo, powiat, gmina (miasto)), osoby prawne, kościoły i związki wyznaniowe, szkoły (uczelnie), a także przez osoby prywatne.
| Typ muzeum                                     | Placówki |
| ---------------------------------------------- | --- |
| Muzea archeologiczne i historyczne             | - Muzeum Archeologii w Toruniu (oddział Muzeum Okręgowego w Toruniu) - Muzeum Dyplomacji i Uchodźstwa Polskiego w Bydgoszczy - Muzeum Oświaty w Bydgoszczy - Muzeum Uniwersyteckie w Toruniu - Muzeum Wolności i Solidarności w Bydgoszczy |
| Muzea biograficzne                             | - Dom Kopernika w Toruniu (oddział Muzeum Okręgowego w Toruniu) - Izba Pamięci Adama Grzymały-Siedleckiego - Izba Pamięci Poli Negri w Lipnie |
| Muzea etnograficzne oraz skanseny              | - Kujawsko-Dobrzyński Park Etnograficzny w Kłóbce (oddział Muzeum Ziemi Kujawskiej i Dobrzyńskiej we Włocławku) - Muzeum Etnograficzne im. Marii Znamierowskiej-Prüfferowej w Toruniu - Muzeum Etnograficzne we Włocławku (oddział Muzeum Ziemi Kujawskiej i Dobrzyńskiej we Włocławku) - Muzeum Podróżników im. Tony’ego Halika w Toruniu (oddział Muzeum Okręgowego w Toruniu) - Skansen „Chata pod okiennicami” w Stanisławkach |
| Muzea przyrodnicze, geologiczne i geograficzne | - JuraPark Solec - Muzeum Przyrodnicze w Toruniu - Orbitarium w Toruniu |
| Muzea regionalne i miejskie                    | - Galeria Kujawska w Kowalu - Muzeum Dobrzyńskie w Dobrzyniu nad Wisłą - Muzeum im. Jana Kasprowicza w Inowrocławiu - Muzeum Miejskie w Aleksandrowie Kujawskim - Muzeum Miejskie w Wąbrzeźnie - Muzeum Okręgowe im. Leona Wyczółkowskiego w Bydgoszczy - Muzeum Borów Tucholskich w Tucholi - Muzeum Ziemi Pałuckiej w Żninie - Muzeum Okręgowe w Toruniu - Ratusz Staromiejski w Toruniu - Muzeum Solca im. księcia Przemysła w Solcu Kujawskim - Muzeum w Brodnicy - Muzeum w Grudziądzu - Muzeum Ziemi Chełmińskiej w Chełmnie - Muzeum Ziemi Dobrzyńskiej w Rypinie - Muzeum Ziemi Krajeńskiej w Nakle nad Notecią - Muzeum Ziemi Kujawskiej i Dobrzyńskiej we Włocławku - Muzeum Historii Włocławka - Muzeum Stanisława Noakowskiego w Nieszawie - Muzeum Ziemi Mogileńskiej w Chabsku - Muzeum Ziemi Szubińskiej w Szubinie |
| Muzea sakralne i religijne                     | - Muzeum Diecezjalne w Toruniu - Muzeum Sztuki Sakralnej Sufragania w Żninie |
| Muzea sztuki                                   | - Muzeum Sztuki Dalekiego Wschodu w Toruniu (oddział Muzeum Okręgowego w Toruniu) |
| Muzea oraz skanseny techniki                   | - Centrum Nowoczesności Młyn Wiedzy w Toruniu - Exploseum w Bydgoszczy (oddział Muzeum Okręgowego im. Leona Wyczółkowskiego w Bydgoszczy) - Izba Tradycji Bydgoskich Dróg Żelaznych w Bydgoszczy - Muzeum Farmacji w Bydgoszczy - Muzeum Fotografii w Bydgoszczy - Muzeum Inżynierii Komunalnej Torunia - Muzeum Kanału Bydgoskiego w Bydgoszczy - Muzeum Kolei Wąskotorowej w Wenecji (oddział Muzeum Okręgowego im. Leona Wyczółkowskiego w Bydgoszczy) - Muzeum Komunikacji w Paterku - Muzeum Piernika w Toruniu - Muzeum Piśmiennictwa i Drukarstwa w Grębocinie - Muzeum Pożarnictwa Ziemi Pomorskiej w Łasinie - Muzeum Pożarnictwa Ziemi Świeckiej w Świeciu - Muzeum Techniki Rolniczej i Gospodarstwa Wiejskiego w Redczu Krukowym - Muzeum Wodociągów w Bydgoszczy - Szkolne Muzeum Motoryzacji w Toruniu               |
| Muzea wojskowe                                 | - Muzeum Artylerii w Toruniu - Muzeum Fortyfikacji Pancernej Twierdzy Toruń - Muzeum Wojsk Lądowych w Bydgoszczy |
| Muzea zamkowe i pałacowe                       | - Pałac w Lubostroniu - Zamek krzyżacki w Świeciu - Zamek krzyżacki w Toruniu (oddział Muzeum Okręgowego w Toruniu) - Zamek w Golubiu - Zamek w Radzyniu Chełmińskim |
| Pozostałe muzea                                | - Galeria Sportu Bydgoskiego - Muzeum Indiańskie w Wymysłowie - Muzeum Mydła i Historii Brudu w Bydgoszczy - Muzeum Toruńskiego Piernika (oddział Muzeum Okręgowego w Toruniu) - Muzeum Zabawek i Bajek w Toruniu - Żywe Muzeum Piernika w Toruniu |